# Лер (Північна Дакота)
Лер (англ. Lehr) — місто (англ. city) в США, в округах Макінтош і Логан штату Північна Дакота. Населення — 81 особа (2020).

## Географія
Лер розташований за координатами 46°16′57″ пн. ш. 99°21′10″ зх. д. / 46.28250° пн. ш. 99.35278° зх. д. (46.282425, -99.352875).  За даними Бюро перепису населення США в 2010 році місто мало площу 0,49 км², уся площа — суходіл.

## Демографія
Згідно з переписом 2010 року, у місті мешкало 80 осіб у 50 домогосподарствах у складі 24 родин. Густота населення становила 164 особи/км².  Було 100 помешкань (205/км²).
Расовий склад населення:
| - 100,0 % — білих |

До двох чи більше рас належало 0,0 %. Частка іспаномовних становила 0,0 % від усіх жителів.
За віковим діапазоном населення розподілялося таким чином: 2,5 % — особи молодші 18 років, 38,7 % — особи у віці 18—64 років, 58,8 % — особи у віці 65 років та старші. Медіана віку мешканця становила 70,0 року. На 100 осіб жіночої статі у місті припадало 110,5 чоловіків;  на 100 жінок у віці від 18 років та старших — 105,3 чоловіків також старших 18 років.
Середній дохід на одне домашнє господарство  становив 44 366 доларів США (медіана — 32 500), а середній дохід на одну сім'ю — 57 665 доларів (медіана — 46 250). 
Цивільне працевлаштоване населення становило 41 особа. Основні галузі зайнятості: мистецтво, розваги та відпочинок — 26,8 %, освіта, охорона здоров'я та соціальна допомога — 24,4 %, будівництво — 17,1 %, фінанси, страхування та нерухомість — 14,6 %.